# Torneo di Wimbledon 2010 - Doppio maschile per invito
Donald Johnson e Jared Palmer hanno battuto in finale Wayne Ferreira e Evgenij Kafel'nikov con il punteggio di 6–3, 6–2.

## Tabellone

### Legenda
| - Q = Qualificato - WC = Wild card - LL = Lucky loser | - ALT = Alternate - SE = Special Exempt - PR = Protected Ranking | - w/o = Walkover - r = Ritirato - d = Squalificato |

### Finale
|  | Finale                             |                                    |                                    |   |   |  |
|  |                                    |                                    |                                    |   |   |  |
|  | Wayne Ferreira Evgenij Kafel'nikov | Wayne Ferreira Evgenij Kafel'nikov | Wayne Ferreira Evgenij Kafel'nikov | 3 | 2 |  |
|  | Donald Johnson Jared Palmer        | Donald Johnson Jared Palmer        | Donald Johnson Jared Palmer        | 6 | 6 |  |

### Gruppo A
|  |                                    | Björkman Woodbridge | Ferreira Kafel'nikov | Krajicek Stich      | Gimelstob Martin | RR W–L | Set W–L | Game W–L | Posizione |
|  | Jonas Björkman Todd Woodbridge     |                     | 6–3, 3–6, [10–12]    | 6–3, 7–6(8)         | 5–0, Ret'        | 2-1    | 4-2     | 27-9     | 2         |
|  | Wayne Ferreira Evgenij Kafel'nikov | 3–6, 6–3, [12–10]   |                      | 7–6(4), 4–6, [10–7] | 4–6, 5–7         | 2-1    | 4-4     | 31-34    | 1         |
|  | Richard Krajicek Michael Stich     | 3–6, 6(8)–7         | 6(4)–7, 6–4, [7–10]  |                     | 7–6(5), 6–3      | 1-2    | 3-4     | 34-34    | 3         |
|  | Justin Gimelstob Todd Martin       | 0–5 Ret'            | 6–4, 7–5             | 6(5)–7, 3–6         |                  | 1-2    | 2-2     | 22-27    | 4         |

La classifica viene stilata in base ai seguenti criteri: 1) Numero di vittorie; 2) Numero di partite giocate; 3) Scontri diretti (in caso di due giocatori pari merito ); 4) Percentuale di set vinti o di games vinti (in caso di tre giocatori pari merito ); 5) Decisione della commissione.

### Gruppo B
|  |                                 | Eltingh Haarhuis | Ivanišević Pioline     | Johnson Palmer         | Petchey Wilkinson | RR W–L | Set W–L | Game W–L | Posizione |
|  | Jacco Eltingh Paul Haarhuis     |                  | 6–4, 6–3               | 4–6, 6(5)–7            | 6–3, 7–6(4)       | 2-1    | 4-2     | 35-29    | 2         |
|  | Goran Ivanišević Cédric Pioline | 4–6, 3–6         |                        | 7–6(4), 6(3)–7, [5-10] | 6–4, 7–6(4)       | 1-2    | 3-4     | 33-36    | 3         |
|  | Donald Johnson Jared Palmer     | 6–4, 7–6(5)      | 6(4)–7, 7–6(3), [10-5] |                        | 6–3, 7–6(3)       | 3-0    | 6-1     | 40-32    | 1         |
|  | Mark Petchey Chris Wilkinson    | 3–6, 6(4)–7      | 4–6, 6(4)–7            | 3–6, 6(3)–7            |                   | 0-3    | 0–6     | 28-39    | 4         |

La classifica viene stilata in base ai seguenti criteri: 1) Numero di vittorie; 2) Numero di partite giocate; 3) Scontri diretti (in caso di due giocatori pari merito ); 4) Percentuale di set vinti o di games vinti (in caso di tre giocatori pari merito ); 5) Decisione della commissione.